# Molla Panah Vagif
Molla Panah, ázerbájdžánsky Molla Pənah, známější pod svým arabským pseudonymem Vagif ("Učený") (1717–1797) byl ázerbájdžánský básník, státník a diplomat. Je považován za zakladatele realistické tradice v ázerbájdžánské poezii. Sloužil jako ministr zahraničních věcí Karabašského chanátu za vlády Ibrahima Chálila Chána.

## Život
Vědci většinou přijímají, že Molla Panah se narodil v roce 1717 ve vesnici Salahly v Kazašském sultanátu. Někteří autoři za jeho rodiště ale považují i Hasansu a zpochybňováno je i datum narození, například Salman Mumtaz tvrdil, že se ve skutečnosti narodil až v roce 1733. Dostalo se mu studia arabštiny a perštiny u místního duchovního. Jeho rodina se musela v roce 1759 přestěhovat do Karabašského chanátu po konfliktu mezi Kazašským sultanátem a Gruzínským královstvím. Molla Panah se nakonec přestěhoval do Šušy, hlavního města Karabašského chanátu, a založil zde svou medresu ve čtvrti Saatli, která sloužila 17 rodinám.
V roce 1769 byl pozván ke dvoru vládce Ibrahima Chálila Chána, který slyšel o Panahově schopnosti předpovídat čas zatmění Měsíce, a byl jmenován osobou odpovědnou za zahraniční záležitosti. Musel ale kvůli tomu konvertovat k šíitské verzi islámu. Ve své funkci působil 27 let. Hrál důležitou roli při navazování vztahů mezi chanátem a Gruzií a také mezi chanátem a Ruskem. V této souvislosti několikrát odjel do Tbilisi, kde se spřátelil s princem Julonem. Dochovala se i jeho korespondence s carevnou Kateřinou II.
Jeho snaha vytvořit širokou koalici proti kádžárovskému Íránu však úspěšná nakonec nebyla. Při invazi perského šáha Agá Mohammada Chána v letech 1795 a 1797 zůstal chanát bez zásadní pomoci. Vagif aspoň sehrál výraznou úlohu při hrdinské obraně Šušy v roce 1795. Po druhém, tentokrát již plně úspěšném obléhání Šušy v roce 1797, byl Vagif uvězněn a čekal na smrt. Byl ale zachráněn, když byl šáh za záhadných okolností zavražděn. Odklad ovšem netrval dlouho. Jeden z adeptů na uvolněný perský trůn nechal Vagifa a jeho syna Aliho popravit. Vagifův dům byl vydrancován a mnoho jeho veršů bylo ztraceno.
Vagifovy ostatky byly uchovávány v Šuše, za sovětské éry v 70. letech 20. století pro ně bylo postaveno mauzoleum, to však bylo zničeno arménskými vojsky v roce 1992 během první války v Náhorním Karabachu. Osud Vagifových ostatků není znám.

## Dílo
Navzdory okolnostem smrti část jeho poezie přežila. Jeho verše byly poprvé shromážděny a publikovány v roce 1856 arménskými spisovateli Mirzou Jusifem Nersesovem a Mirzajanem Madatovem v Bujnaksku. Brzy poté jeho verše vydal Adolf Berge v Lipsku v roce 1867 za pomoci Fataliho Achundova, významného ázerbájdžánského dramatika 19. století.
Vagifovy verše zahájily novou éru v ázerbájdžánské poezii, zabývají se spíše světskými pocity a touhami než abstraktními a náboženskými tématy převládajícími v súfijské poezii té doby. To byla hlavní charakteristika, která odlišovala Vagifa od jeho předchůdců. Jazyk Vagifových básní byl také kvalitativně inovativní: živý, jednoduchý a blízko ázerbájdžánskému lidovému jazyku. Vagifovy básně měly velký vliv na ázerbájdžánský folklór a mnohé z nich jsou opakovaně používány v lidové hudbě ašiků (potulných hudebníků).